# Бушатлия, Махмут
Махмут «Буш» Бушатлия (серб. Махмут "Буш" Бушатлија; 17 февраля 1915, Бугойно — 17 октября 1941, Тузла) — югославский боснийский партизан Народно-освободительной войны Югославии. Народный герой Югославии.

## Биография
Родился 17 февраля 1915 в Бугойно. Учился на юридическом факультете Белградского университета, руководил революционным студенческим движением в университете и входил в общество боснийских студентов имени Петара Кочича. Член КПЮ с 1937 года, с 1939 года входит в руководство комитета КПЮ в Белградском университете.
С 1941 года на фронте, руководил в начале войны Военной комиссией при Боснийском отделении КПЮ, был одним из организаторов партизанского движения в Центральной и Восточной Боснии. Летом 1941 года Махмут начал действовать в Восточной Боснии.
16 октября 1941 Махмут, прикрывая партизан из Маевицкого отряда, на пути в Тузлу попал в засаду усташей, был тяжело ранен и умер от ранений в плену на следующий день.
Похоронен на горе Требевич в памятном парке Враца. 26 июля 1945 посмертно награждён Орденом и званием Народного Героя Югославии.